# 双五角錐柱
双五角錐柱（そうごかくすいちゅう、Elongated pentagonal dipyramid）とは、16番目のジョンソンの立体であり、正五角柱の2つの底面に正五角錐をつけたものである。

## 性質
- 表面積: 一辺を{\displaystyle a}とすると、{\displaystyle S={{10+5{\sqrt {3}}} \over {2}}a^{2}}
- 体積: 一辺を{\displaystyle a}とすると、{\displaystyle V={{5+{\sqrt {5}}+3{\sqrt {25+10{\sqrt {5}}}}} \over {12}}a^{3}}

## 関連図形
| 正五角錐柱 （正五角錐を1つ取り除く） | 双五角錐 （正五角柱を取り除く）         | 正二十面体 （36°ねじる） |
| 双四角錐柱 （角錐の角の数を減らす）  | 双三角錐柱 （角錐の角の数を更に減らす） |                          |